# Liostethus gladius
Liostethus gladius är en insektsart som beskrevs av Ludwig Redtenbacher 1891. Liostethus gladius ingår i släktet Liostethus och familjen vårtbitare. Inga underarter finns listade i Catalogue of Life.